# Nomascus hainanus
Il gibbone di Hainan (Nomascus hainanus Thomas, 1892) è un primate appartenente alla famiglia degli Hylobatidae, diffuso sull'isola di Hainan (Cina).

## Descrizione
Come tutti i gibboni del genere Nomascus il gibbone di Hainan mostra un chiaro dimorfismo sessuale nel colore. I maschi sono neri  mentre le femmine sono grigie con una macchia scura alla sommità della testa e sul torace. Il peso è tra 7 e 8 kg.

## Biologia
Si sa ben poco sulle abitudini di questa specie, ma si suppone che come gli altri gibboni siano prevalentemente frugivori, vivano in coppie e segnalino vocalmente il proprio territorio.

## Distribuzione e habitat
Questa specie è endemica dell'isola cinese di Hainan. Sino agli anni '60 ampiamente distribuita sull'isola, è attualmente confinata alla riserva naturale Bawangling, sulla parte occidentale dell'isola, dove sono stati censiti non più di una ventina di esemplari.

## Conservazione
Per la esiguità della popolazione e la ristrettezza dell'areale, la IUCN Red List classifica questa specie come in pericolo critico di estinzione (Critically endangered).